# リンダ (アン・ルイスの曲)
「リンダ」（LINDA）はアン・ルイスの19枚目のシングル。1980年8月5日にビクター音楽産業から発売された。規格品番はSV-7029。

## 概要
表題曲はアルバム「リンダ」からのシングル・カット。B面はザ・タイガースの同名曲を英語詞でカバーしたもの。
“リンダ”という名前はアン・ルイスのミドルネームで、本曲はアンの友人である竹内まりやが、桑名正博と結婚する運びとなった彼女に、名前にちなんだ歌をプレゼントしたいと思ったことから生まれた楽曲である。竹内にとって初めて他の歌手に提供した楽曲となった。
竹内は、1981年10月21日発売のアルバム『PORTRAIT』でこの曲のセルフカバーを行っており、後にベストアルバムである『Impressions』にもリメイク版が収録された。
B面曲「花の首飾り」は、1968年に大ヒットを記録したザ・タイガースのカバー。本作では英語の歌詞が付けられている。

## 収録曲
1. リンダ　(4分9秒)
作詞・作曲: 竹内まりや / 編曲: ブラッド・ショット、谷口陽一、山下達郎
2. 花の首飾り　(2分33秒)
作詞: 菅原房子 / 補作: なかにし礼 / 英訳詞: L. McKeown, S. Ryder [注釈 1]。/ 作曲: すぎやまこういち
編曲: ブラッド・ショット、谷口陽一